# Saint-Priest-de-Gimel
Saint-Priest-de-Gimel é uma comuna francesa na região administrativa da Nova Aquitânia, no departamento de Corrèze. Estende-se por uma área de 17,68 km². Em 2010 a comuna tinha 498 habitantes (densidade: 28,2 hab./km²).